# Salisbury (ort i Australien, South Australia, Salisbury)
Salisbury är en ort i Australien. Den ligger i kommunen Salisbury och delstaten South Australia, omkring 18 kilometer norr om delstatshuvudstaden Adelaide. Antalet invånare är 6 648.
Runt Salisbury är det mycket tätbefolkat, med 1 266 invånare per kvadratkilometer.. Närmaste större samhälle är Adelaide, omkring 18 kilometer söder om Salisbury.
Runt Salisbury är det i huvudsak tätbebyggt. Genomsnittlig årsnederbörd är 593 millimeter. Den regnigaste månaden är juli, med i genomsnitt 95 mm nederbörd, och den torraste är december, med 13 mm nederbörd.